# Echilibru termodinamic
În termodinamică echilibrul termodinamic este un concept axiomatic. Este o stare termodinamică internă a unui sistem termodinamic, sau o relație între mai multe sisteme termodinamice conectate prin pereți mai mult sau mai puțin permeabili (sau impermeabili). În echilibrul termodinamic, în interiorul unui sistem (sau între sisteme) nu există fluxuri nete macroscopice de materie sau de energie. Într-un sistem care se află în propria sa stare de echilibru termodinamic intern, nu numai că nu există schimbări macroscopice, ci nu există nici măcar tendințe spre schimbări la scară macroscopică.
Sistemele aflate în echilibru termodinamic reciproc sunt simultan în echilibru reciproc termic, mecanic, chimic și radiativ. Sistemele pot fi într-un anume echilibru reciproc, în timp ce în altele nu. În echilibrul termodinamic, toate tipurile de echilibru se mențin simultan și continuu, până când sunt perturbate de o operație termodinamică. Într-un echilibru macroscopic, au loc schimburi microscopice perfect sau aproape perfect echilibrate; aceasta este explicația fizică a noțiunii de echilibru macroscopic.
Un sistem termodinamic într-o stare de echilibru termodinamic intern are o temperatură uniformă din punct de vedere spațial. Proprietățile intensive, altele decât temperatura, pot fi neomogene spațial când sunt influențate de un câmp de forță constant cu rază lungă de acțiune, impus de mediul înconjurător.
Prin contrast, în sistemele care nu se află într-o stare de echilibru există fluxuri nete de substanță sau energie. Dacă astfel de schimbări pot fi declanșate să apară într-un sistem în care nu au loc deja, se spune că sistemul este într-un „echilibru metastabil”.
Deși nu este o „lege”, faptul că există stări de echilibru termodinamic este o axiomă a termodinamicii. Principiul al doilea al termodinamicii afirmă că atunci când un corp izolat pornește dintr-o stare de echilibru, în care părți ale acestuia sunt menținute în stări diferite de partiții mai mult sau mai puțin permeabile sau impermeabile și o operație termodinamică îndepărtează sau face permeabilitatea partițiilor, atunci el atinge spontan propria nouă stare de echilibru termodinamic intern și aceasta este însoțită de o creștere a sumei entropiilor porțiunilor.

## Descriere
Termodinamica clasică se ocupă de stările de echilibru dinamic. Starea unui sistem la echilibru termodinamic este cea pentru care un potențial termodinamic este minimizat (în absența unei tensiuni aplicate), sau pentru care entropia (S) este maximizată, pentru condiții specificate. Un astfel de potențial este energia liberă (F), pentru un sistem închis la volum și temperatură constantă (controlat de o baie de căldură):
{\displaystyle F=U-TS}
Un alt potențial, entalpia liberă (G), este minimizat la echilibru termodinamic într-un sistem închis la temperatură și presiune constante, ambele controlate de mediul înconjurător:
{\displaystyle G=U-TS+pV}
unde T este temperatura absolută, p este presiunea, S este entropia, V este volumul, iar U este energia internă a sistemului. Altfel spus, în aceste condiții (în absența unei tensiuni aplicate) {\displaystyle \Delta G=0} este o condiție necesară pentru echilibrul chimic.
Echilibrul termodinamic este starea staționară stabilă unică care este atinsă în cele din urmă pe măsură ce sistemul interacționează cu mediul înconjurător într-o lungă perioadă de timp. Potențialele menționate mai sus sunt concepute matematic ca relații între mărimile termodinamice, relații care sunt minimizate în condițiile particulare din mediul specificat.

## Condiții
- Pentru un sistem izolat, la echilibru termodinamic S este maximă.
- Pentru un sistem închis la temperatură și volum constant controlat, la echilibru termodinamic F este minimă.
- Pentru un sistem închis la temperatură și presiune constantă controlată fără o tensiune aplicată, la echilibru termodinamic G este minimă.

Diferitele tipuri de echilibre se realizează după cum urmează:
- Două sisteme sunt în echilibru termic când temperaturile lor sunt aceleași.
- Două sisteme sunt în echilibru mecanic atunci când presiunile lor sunt aceleași.
- Două sisteme sunt în echilibru difuziv atunci când potențialul lor chimic este același.
- Toate forțele sunt echilibrate și nu există o forță motoare externă semnificativă.

## Relația de echilibru de schimb între sisteme
Adesea, împrejurimile unui sistem termodinamic pot fi privite și ca un alt sistem termodinamic. Din această perspectivă, se poate considera sistemul și împrejurimile sale ca două sisteme în contact reciproc, legate între ele inclusiv cu forțe cu rază lungă de acțiune. Incinta sistemului este suprafața de contiguitate, adică frontiera dintre cele două sisteme. În formalismul termodinamic, acea suprafață este considerată ca având proprietăți specifice de permeabilitate. De exemplu, se poate presupune că suprafața este permeabilă numai la căldură, permițând energiei să se transmită doar sub formă de căldură. Atunci se spune că cele două sisteme sunt în echilibru termic atunci când forțele cu rază lungă sunt neschimbate în timp și transferul de căldură dintre ele a încetinit și în cele din urmă s-a oprit definitiv; acesta este un exemplu de echilibru de contact. Alte tipuri de echilibru de contact sunt definite de alte tipuri de permeabilitate specifică. Când două sisteme sunt în echilibru de contact în raport cu un anumit tip de permeabilitate, ele au aceeași valoare pentru variabila intensivă care definește acel tip particular de permeabilitate. Exemple de astfel de variabile intensive sunt temperatura, presiunea și potențialul chimic.
Un echilibru de contact poate fi privit și ca un echilibru de schimb. Există un echilibru al ratei de transfer a unei cantități între cele două sisteme aflate în echilibru de contact. De exemplu, pentru un perete permeabil doar la căldură, ratele de difuzie a energiei interne sub formă de căldură între cele două sisteme sunt egale și opuse. Un perete adiabatic între cele două sisteme este „permeabil” doar la energia transferată sub formă de lucru mecanic; la echilibrul mecanic ratele de transfer de energie sub formă de lucru mecanic între ele sunt egale și opuse. Dacă peretele este un perete simplu, atunci ratele de transfer de volum prin el sunt, de asemenea, egale și opuse; iar presiunile de pe ambele părți ale acestuia sunt egale. Dacă peretele adiabatic este mai complicat, cu un fel de pârghie, având un raport al suprafețelor, atunci presiunile celor două sisteme în echilibru de schimb sunt în raport invers raportului de schimb de volum; aceasta conservă suma nulă a ratelor de transfer ca lucru mecanic.
Un schimb prin radiație poate avea loc între două sisteme de altfel separate. Echilibrul de schimb radiativ predomină atunci când cele două sisteme au aceeași temperatură.

## Starea termodinamică a echilibrului intern al unui sistem
O colecție de materie poate fi complet izolată față de împrejurimile sale. Dacă a fost lăsată netulburată pentru o perioadă nedeterminată de timp, termodinamica clasică postulează că se află într-o stare în care nu au loc schimbări în interiorul ei și nu există fluxuri în interiorul ei. Aceasta este o stare termodinamică de echilibru intern.
Astfel de stări sunt o preocupare principală în termodinamică clasică (de echilibru), deoarece ele sunt singurele stări ale sistemului care sunt considerate bine definite pentru acel domeniu. Un sistem aflat în echilibru de contact cu un alt sistem poate fi izolat printr-o operație termodinamică, iar în cazul izolării nu are loc nicio schimbare în el. Un sistem aflat într-o relație de echilibru de contact cu un alt sistem poate fi de asemenea privit ca fiind în starea sa de echilibru termodinamic intern.

## Echilibru de contact multiplu
Formalismul termodinamic permite ca un sistem să poată avea contact cu mai multe alte sisteme deodată, care pot avea sau nu contact reciproc, contactele având respectiv permeabilități diferite. Dacă aceste sisteme sunt toate izolate împreună de mediul înconjurător, acelea dintre ele care sunt în contact, atunci ajung la echilibrul de contact respectiv unul față de celălalt.
Dacă mai multe sisteme nu au pereți adiabatici între ele, dar sunt izolate împreună de restul lumii, atunci ele ating o stare de echilibru de contact multiplu și au o temperatură comună, o energie internă totală și o entropie totală. Printre variabilele intensive, aceasta este o proprietate unică a temperaturii. Se menține chiar și în prezența forțelor cu rază lungă de acțiune. (Adică nu există nicio „forță” care să poată menține discrepanțe de temperatură.) De exemplu, într-un sistem în echilibru termodinamic într-un câmp gravitațional vertical, presiunea pe peretele de sus este mai mică decât cea de pe peretele de jos, dar temperatura este la fel peste tot.
O operațiune termodinamică poate avea loc ca un eveniment restrâns la pereții care delimitează sistemul de împrejurimi, care nu afectează în mod direct nici pereții de contact ai sistemului cu mediul înconjurător, nici interiorul acestuia și care are loc într-un timp sigur finit. De exemplu, un perete adiabatic imobil poate fi plasat sau îndepărtat în împrejurimi. Ca urmare a unei astfel de operațiuni limitate la împrejurimi, sistemul poate fi îndepărtat pentru un timp de propria sa stare internă inițială de echilibru termodinamic. Apoi, conform celui de al doilea principiu al termodinamicii, întregul suferă modificări și în cele din urmă ajunge la un nou echilibru final cu mediul înconjurător. După Planck, această serie de evenimente consecutive este numită proces termodinamic natural. Este permisă în termodinamica de echilibru doar pentru că stările inițiale și finale sunt de echilibru termodinamic, chiar dacă în timpul procesului există o abatere tranzitorie de la echilibrul termodinamic, când nici sistemul și nici mediul înconjurător nu sunt în stări bine definite de echilibru intern. Un proces natural se desfășoară într-un ritm finit pentru cea mai mare parte a cursului său. Prin urmare, este radical diferit de un proces cvasistatic fictiv care se desfășoară infinit de lent pe parcursul cursului său și fictiv este reversibil. Termodinamica clasică permite că, deși un proces poate dura foarte mult timp pentru a ajunge la echilibrul termodinamic, dacă partea principală a cursului său este la o rată finită, atunci este considerat a fi natural și a fi supus celui de al doilea principiu al termodinamicii, prin urmare ireversibilă. Mașinile tehnice și dispozitivele și manipulările artificiale sunt permise în împrejurimi. Permiterea unor astfel de operații și dispozitive în împrejurimi, dar nu și în sistem, este motivul pentru care Kelvin, într-una dintre declarațiile sale despre cea de al doilea principiu al termodinamicii vorbea despre agenții „neînsuflețiți”; un sistem aflat în echilibru termodinamic este neînsuflețit. În caz contrar, o operație termodinamică poate afecta direct un perete al sistemului.
Este adesea convenabil să se presupună că unele dintre subsistemele înconjurătoare sunt mult mai mari decât sistemul, încât procesul poate afecta variabilele intensive numai ale subsistemelor înconjurătoare și care apoi sunt numite „surse” pentru variabilele intensive relevante.

## Echilibru local și global
Poate fi util să se facă distincția între echilibrul termodinamic global și local. În termodinamică, schimburile în interiorul unui sistem și între sistem și exterior sunt determinate de parametrii intensivi. De exemplu, temperatura determină schimburile de căldură. Echilibrul termodinamic global (ETG) înseamnă că acei parametri intensivi sunt omogeni în întregul sistem, în timp ce la echilibru termodinamic local (ETL) înseamnă că acei parametri intensivi pot varia în spațiu și timp, dar variază atât de încet, încât pentru orice punct se poate presupune un echilibru termodinamic într-o zonă din jurul acelui punct.
Dacă descrierea sistemului necesită variații prea mari ale parametrilor intensivi, însăși ipotezele pe care se bazează definițiile acestor parametri intensivi nu vor corespunde, iar sistemul nu va fi în echilibru, nici global, nici local. De exemplu, este nevoie de un anumit număr de ciocniri pentru ca o particulă să se echilibreze cu mediul înconjurător. Dacă distanța medie pe care s-a deplasat în timpul acestor ciocniri o îndepărtează de vecinătatea în care s-a echilibrat, nu se va echilibra niciodată și nu va exista ETL. Temperatura este, prin definiție, proporțională cu energia internă medie a unui vecinătăți echilibrate. Deoarece nu există o vecinătate echilibrată, conceptul de temperatură nu corespunde, iar temperatura devine nedefinită.
Acest echilibru local se poate aplica numai unei anumite submulțimi de particule din sistem. De exemplu, ETL este de obicei aplicat numai la particule masive (tardioni⁠(d)). Într-un gaz de fotoni, fotonii care sunt emiși și absorbiți de gaz nu trebuie să fie în echilibru termodinamic unul față de celălalt sau cu particulele masive de gaz pentru ca ETL să existe. În unele cazuri, nu se consideră necesar ca electronii liberi să fie în echilibru cu atomii sau moleculele mult mai masive pentru ca ETL să existe.
De exemplu, ETL va exista într-un pahar cu apă care conține un cub de gheață care se topește. Temperatura din interiorul paharului poate fi definită în orice punct, dar este mai mică lângă cubul de gheață decât mai departe de acesta. Dacă se observă energiile moleculelor situate în apropierea unui punct dat, acestea vor fi distribuite conform distribuției Maxwell–Boltzmann⁠(d) pentru o anumită temperatură. Dacă se observă energiile moleculelor situate în apropierea altui punct, acestea vor fi distribuite conform distribuției Maxwell–Boltzmann pentru o altă temperatură.
Echilibrul termodinamic local nu necesită ca sistemul să fie staționar local sau global. Cu alte cuvinte, o mică zonă locală nu trebuie să aibă o temperatură constantă. Totuși, este nevoie ca orice mică zonă locală să se schimbe suficient de lent pentru a susține practic distribuția locală Maxwell–Boltzmann a vitezelor moleculare. O stare globală de neechilibru poate fi stabil staționară numai dacă este menținută prin schimburi între sistem și exterior. De exemplu, o stare staționară stabilă la nivel global ar putea fi menținută în interiorul paharului cu apă prin adăugarea continuă de gheață sub formă de pulbere fină pentru a compensa topirea, și extragerea continuă a apei rezultate din topire. Fenomenele de transport naturale pot duce un sistem de la echilibrul termodinamic local la cel global. Revenind la exemplul de mai sus, difuziunea căldurii va duce paharul cu apă către echilibrul termodinamic global, o stare în care temperatura paharului este complet omogenă.